# Gaëtan Dautresire
Gaëtan Dautresire, né le 9 janvier 1975, est un nageur handisport français.

## Carrière
Gaëtan Dautresire participe à deux éditions des Jeux paralympiques. Aux Jeux paralympiques d'été de 2000 à Sydney, il est sacré champion paralympique du 200 mètres nage libre S3, établissant un nouveau record du monde en 3 min 39 s 47 ; il remporte également la médaillé d'argent du 50 mètres dos S4. Ses médailles lui confèrent le grade de chevalier de la Légion d'honneur par décret du 22 novembre 2000. Il n'obtient pas de médaille aux Jeux paralympiques d'été de 2004 à Athènes.
Il est également propriétaire du serveur The Seven, premier serveur Minecraft PVP Faction de France en 2011